# Holangus
Holangus is een kevergeslacht uit de familie van de boktorren (Cerambycidae). De wetenschappelijke naam van het geslacht werd voor het eerst geldig gepubliceerd in 1902 door Pic.

## Soorten
Holangus omvat de volgende soorten:
- Holangus flavonotatus Pic, 1902
- Holangus guerryi Pic, 1904
- Holangus ruficollis Pic, 1940
- Holangus ruficornis Pic, 1922